# Galium pseudohelveticum
Galium pseudohelveticum là một loài thực vật có hoa trong họ Thiến thảo. Loài này được Ehrend. mô tả khoa học đầu tiên năm 1960.